# Demirköprü-Talsperre
Die Demirköprü-Talsperre (türkisch Demirköprü Barajı) liegt am Fluss Gediz etwa 120 km östlich der Stadt İzmir in der westtürkischen Provinz Manisa. 
Die Talsperre wurde in den Jahren 1954–1960 zur Energiegewinnung, Bewässerung und Abflussregulierung errichtet.
Der  Steinschüttdamm hat eine Höhe von 74 m und besitzt ein Volumen von 4,3 Mio. m³. 
Der zugehörige Stausee besitzt eine Wasserfläche von 45,7 km² und ein Speichervolumen von 1022,3 Mio. m³.
Die Talsperre dient der Bewässerung einer Fläche von 99.220 ha.
Das Wasserkraftwerk der Demirköprü-Talsperre verfügt über drei Einheiten zu je 23 Megawatt. Das Regelarbeitsvermögen liegt bei 193 GWh im Jahr.